# Kočkodan černolící
Kočkodan černolící (Cercopithecus ascanius) je opice z čeledi kočkodanovití (Cercopithecidae) a rodu Cercopithecus. Druh popsal Jean-Baptiste Audebert v roce 1799 a dělí se na 5 poddruhů, z nichž nejrozšířenější je subspecie Cercopithecus ascanius schmidti. Dle Mezinárodního svazu ochrany přírody patří mezi málo dotčené druhy.

## Poddruhy
Je známo celkem 5 poddruhů:
- Cercopithecus ascanius ascanius, (Audebert, 1799); vyskytuje se v severní Angole a na jihozápadě Demokratické ropubliky Kongo. Žije zde většinou ve výškách pod 500 m n. m.
- Cercopithecus ascanius atrinasus, Machado, 1965; endemit severovýchodní Angoly
- Cercopithecus ascanius katangae, Lönnberg, 1919; extrémní severovýchodní Angola a severozápadní Zambie, jižní a centrální oblasti DRK. Mezi řekami Kasai a Lualaba ve výškách 500–1300 m n. m.
- Cercopithecus ascanius schmidti, Matschie, 1892; vyskytuje se v Demokratické republice Kongo, Ugandě, Rwandě, Tanzanii, Keni, izolované populace žijí ve Středoafrické republice a Jižním Súdánu. Ze všech poddruhů má největší areál rozšíření.
- Cercopithecus ascanius whitesidei, Thomas, 1909; endemitní v Demokratické republice Kongo, jižně až východně od stejnojmenné řeky

## Výskyt
Areálem výskytu kočkodana černolícího je Afrika, konkrétně afrotropická oblast. Vyskytuje se od Středoafrické republiky směrem jižně až do Zambie a východně až po Keňu. Nejhustší populace se nachází v Ugandě. Žije především v tropických lesích, avšak dovede obývat širokou škálu stanovišť a byl pozorován i v jiných typech lesů. Vyskytuje se do výšky 2000 m n. m.

## Popis
Samci tohoto středně velkého primáta měří na délku 46 cm a váží zhruba 4,1 kg. Samice jsou menší, dlouhé asi 38 cm a jejich hmotnost se odhaduje na 2,9 kg. Mimo odlišných velikostí není u tohoto druhu vyvinut zřetelný pohlavní dimorfismus. Zbarvení je hnědé, končetiny šedé až černé, jejich barva přičemž závisí na poddruhu. Tvář má černé zbarvení s bílou srstí, kolem očí mají kočkodani namodralou kůži. Na nose se nachází bílá skvrna. Uši jsou černé, s nevýraznými střapečky. Ocas je ze spodní strany kaštanový, jeho délka odpovídá délce těla.

## Chování

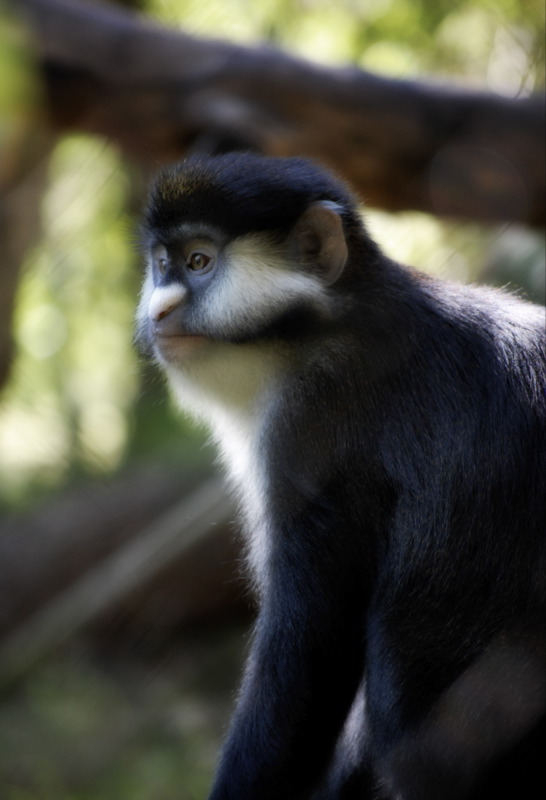
Kočkodan černolící

Jedna tlupa kočkodanů si přivlastňuje území okolo 120 ha a brání si jej jak zastrašováním pomocí grimas, tak i fyzickým střetem. Jednotlivé opice se mezi sebou dorozumívají širokou škálou různých pachů, grimas a zvuků. Skupinu tvoří 11 až 14 jedinců, panuje v ní matrilineární hierarchie. Samci po dosažení pohlavní dospělosti svou domovskou oblast opouštějí a obvykle se snaží vytlačit vůdčí samce jiných tlup, nebo se přidávají do skupin tvořených čistě samci. Jestliže se samec stane alfa samcem nové tlupy, zabije v ní veškerá mláďata, aby u samic nastal dříve estrální cyklus a on sám mohl založit potomstvo (infanticida). Rozmnožování probíhá po celý rok, především však od listopadu do února. Samice se obvykle páří s jedním, ale i více samci. Gravidita trvá zhruba 147 dní, poté se samici narodí průměrně jedno mládě. Pohlavní dospělosti dosahují samci v 6 letech, samice ve 4–5. Kočkodani černolící se dožívají asi 30 let, délka života ve volné přírodě je však kratší. Mezi nepřátele tohoto druhu patří šimpanzi, levharti, hadi a orli korunkatí.
Kočkodani se živí především ovocem, mají v oblibě například fíky, a jídelníček si zpestřují také hmyzem, listy nebo květy. Potravu si ukládají do lícních toreb a sežerou ji mimo dosah ostatních opic.

## Ohrožení
Nejsou známy žádné významné hrozby pro tento druh, ačkoli některé populace může ohrožovat ztráta přirozeného prostředí následkem těžby dřeva, na tyto problémy se nabaluje i lov. Dle Mezinárodního svazu ochrany přírody je kočkodan černolící veden jako málo dotčený, neboť se vyskytuje v mnoha stanovištích a dovede přežít i tlak ze strany lovců. Je zapsán na seznam CITES II a zařazen do třídy B v African Convention on the Conservation of Nature and Natural Resources.